# Ameca (Jalisco)
Ameca ist eine Stadt im mexikanischen Bundesstaat Jalisco. Sie ist die Verwaltungssitz und wirtschaftliches Zentrum des gleichnamigen Municipio Ameca und befindet sich auf 1235 m Höhe über dem Meeresspiegel, im Süden des Ameca-Tals. Das ganze Jahr herrscht ein warmes bis heißes Klima. Die Bevölkerung arbeitet überwiegend im Handel, in der Land- und Viehwirtschaft, insbesondere im Zuckerrohranbau, aber auch im Getreideanbau und in der Rinder-, Schweine- und Pferdezucht. Weitere Wirtschaftszweige sind die Imkerei, Geflügelzucht und Forstwirtschaft.
Ihre Nähe zum Stadtgebiet Guadalajara und das ausreichende Vorhandensein von Wasser, flachem Gelände und fruchtbarer Erde haben Ameca in den letzten Jahren zu einem bevorzugten Standort wirtschaftlicher Aktivität gemacht. Im Jahr 2010 wurde mit dem Bau eines neuen Industrieparks begonnen.

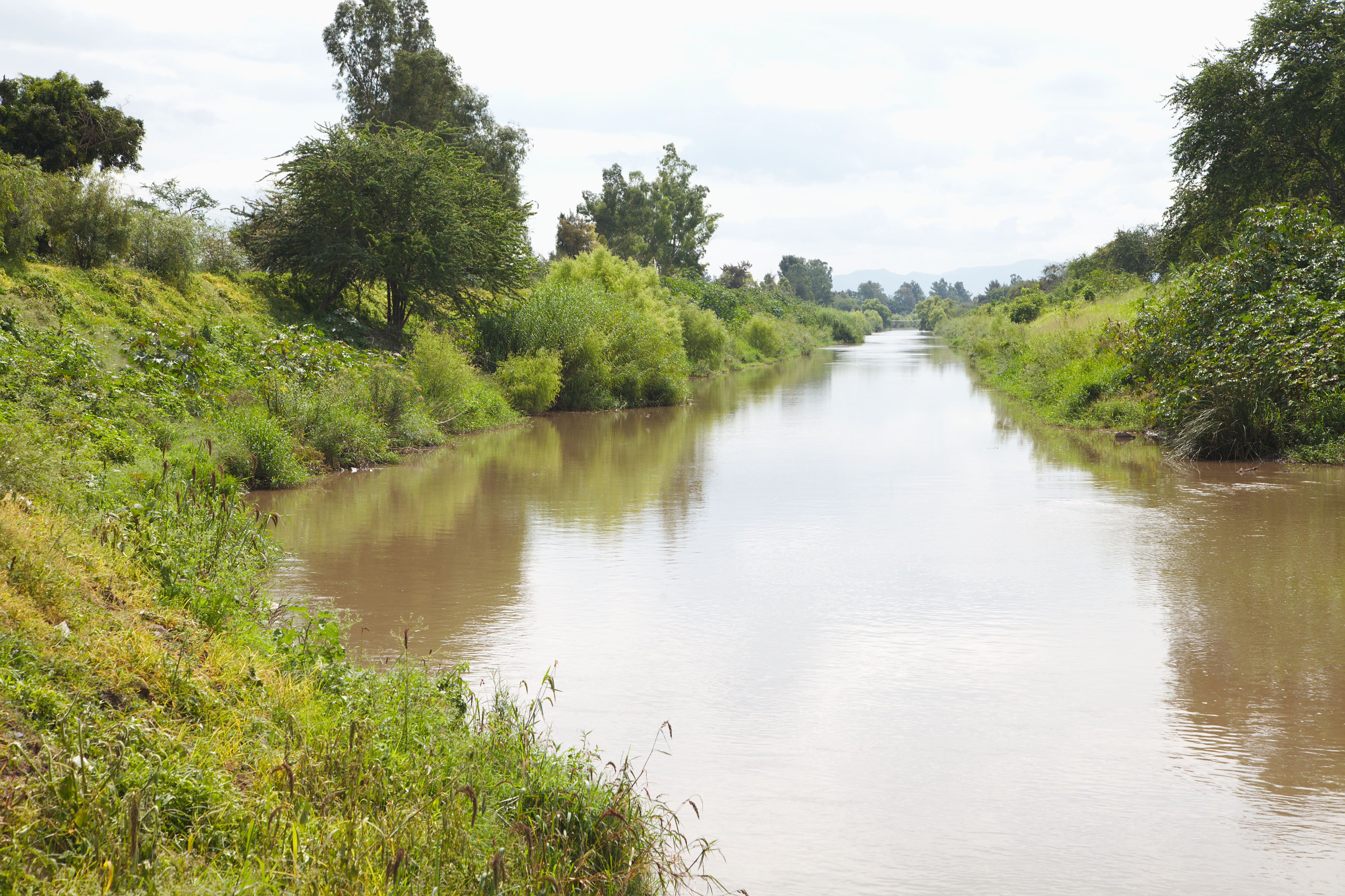
Der Río Ameca

## Geschichte
Die erste primitive Besiedlung erfolgte durch den Ureingeborenen Jojouhquitecuani („Der mutige Löwe“), der eine sehr gefürchtete Person war und um das Jahr 1325 mit einer größeren Anzahl Menschen in das Land kam, das ihm fruchtbar, mit guten Erden, Hügeln und gut für die Jagd erschien. Er eroberte weitere Dörfer, welche unter der Kontrolle der Cazonci standen. Jojouhquitecuani wusste dies jedoch mit seiner enormen Tapferkeit zu verhindern.
Es ist nicht genau bekannt, wie lange Jojouhquitecuani regierte, jedoch folgten ihm seine Kinder, Enkel und Urenkel in sein Amt, bis zur Ankunft der Spanier.
Der erste spanische Eroberer, der nach Ameca gelangte, war der Soldat Juan de Añesta im Jahr 1522, der ohne Socken, alleine und mit seinem Schwert in der Hand ankam. Die Ureinwohner empfingen ihn in Frieden, weil sie dachten, er sei der Sohn der Sonne, ihre Vorfahren hatten bereits die Ankunft des Eroberers, ihre Unterjochung und Tributzollung vorhergesagt.
Juan de Añesta war mit Cristóbal de Olid zuerst nach Colima gekommen; er lebte 4–5 Jahre in Ameca, danach kehrte er als Beauftragter von Ameca nach Colima zurück, wo er später starb.
Im Jahre 1529 erbaute Fray Antonio de Cuéllar gemeinsam mit weiteren Mönchen und Spaniern eine Kapelle aus Luftziegel, das Königshaus, den Hauptplatz, ein Gefängnis, eine Gastwirtschaft und weitere Häuser, die heute das Zentrum der Stadt bilden.
Im Jahre 1541 begann Fray Antonio de Cuéllar mit der Katechisierung der Ureinwohner, er starb am 12. August desselben Jahres in Ameca, als sich gerade der große Aufstand gegen die Spanier loszulösen begann. Er wurde im Tal von Etzatlán angegriffen und starb durch eine Pfeilwunde.
Im Jahr 1549 wurde Ameca innerhalb des Territoriums des Vizekönigreichs Neuspanien zu einem Dorf mit eigenem Bürgermeister erhoben. Im politischen Bereich gab es in der Region viele Änderungen; Ameca war zuerst Colima zugehörig, später Mexiko-Stadt, Sayula und Cocula.
Im Jahr 1824 wurde es dem Bezirk Cocula einverleibt, welches im September 1830 den Titel einer Kleinstadt bekam.
Am 22. April 1833 wurde Ameca mit einem Dekret des Kongresses des Bundesstaates zur Stadt erklärt.
Am 28. August 1979 feierte Ameca sein 450-jähriges Jubiläum, es wurde ein Fest gefeiert, zu dem auch Vertreter der drei Gewalten des Bundesstaates anwesend waren.

## Kultur und Sehenswürdigkeiten

### Natur

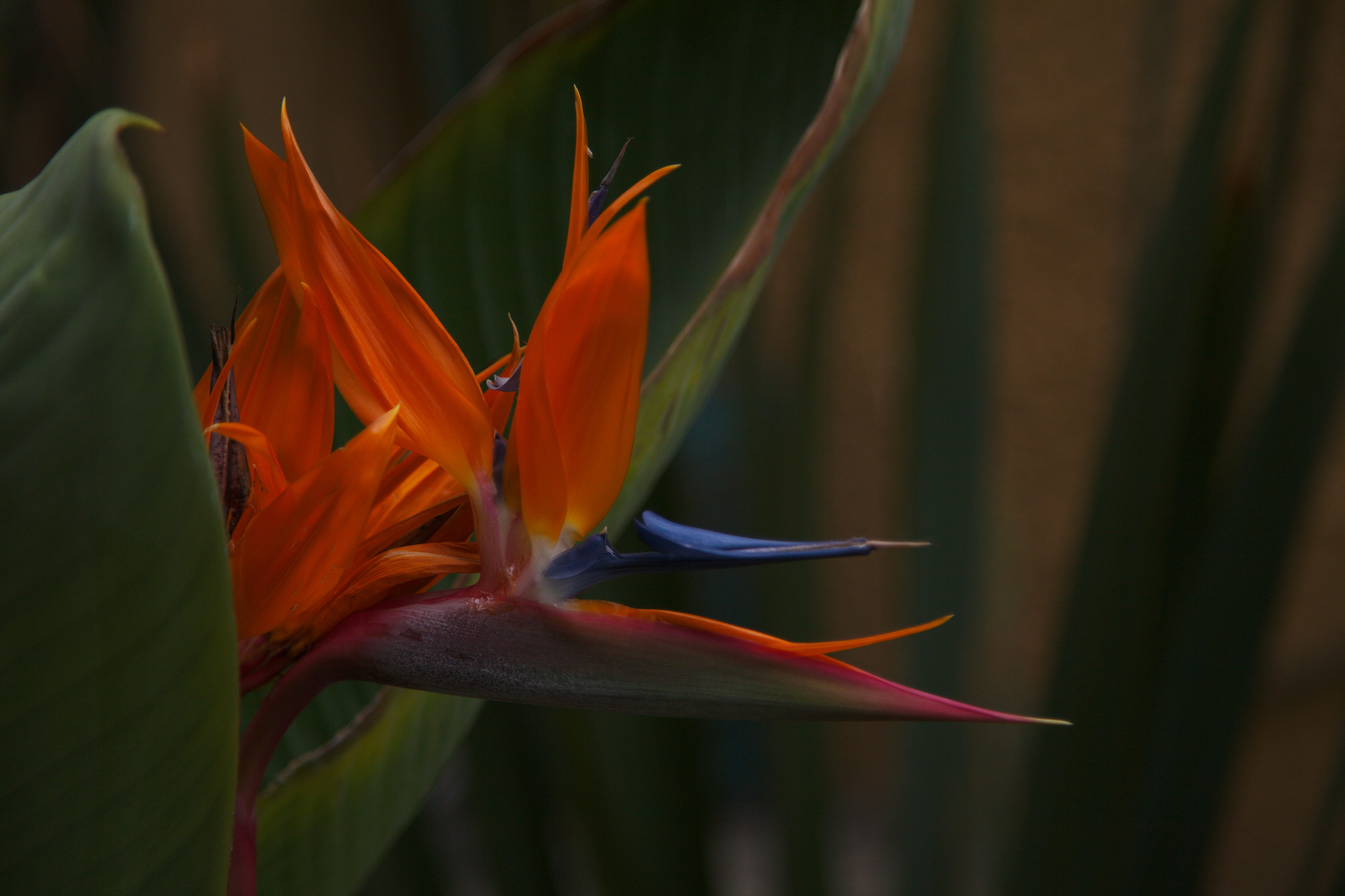
Eine Blume, aufgenommen in Ameca

An Natur gibt es den Río Ameca und weitere kleinere Gewässer wie El Palmerejo und Los Pilares, welche als Bad angelegt sind; die Hügel von Ameca und von La Tilla können bestiegen werden.

### Theater und Museen
Ameca ist Teil des kulturellen Erbes von Jalisco, das man beispielsweise in den Ausstellungen des Kulturhauses, das sich im Jardín Juárez befindet, bewundern kann, als auch im kulturellen Zentrum HRG, welches speziell zur Erquickung an der lokalen Kultur angelegt wurde.

### Bauwerke

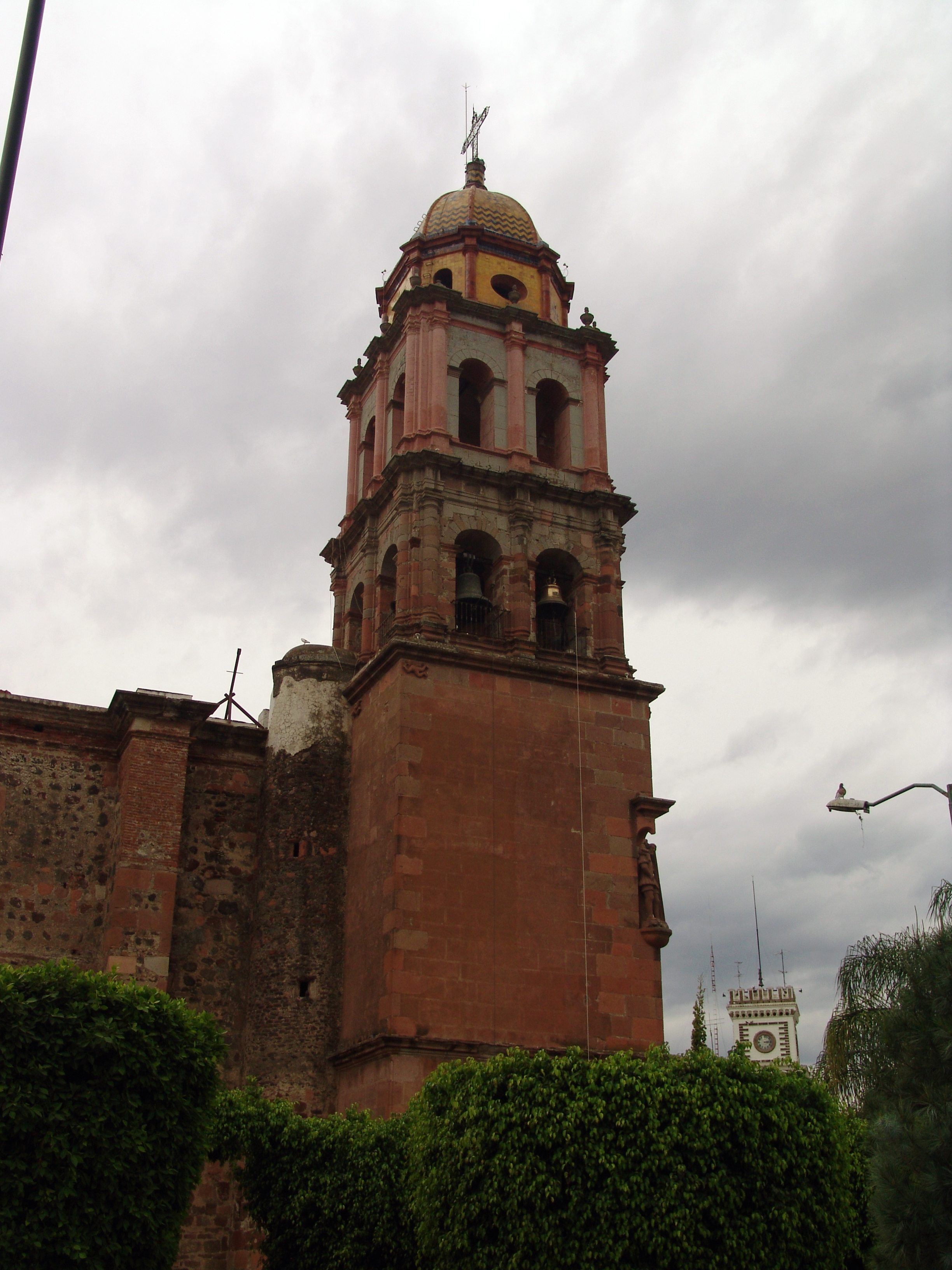
Kirche Santiago Apóstol

#### Bezirkspalast
Der Bezirkspalast ist auf das Jahr 1529 datiert, fiel jedoch im Jahr 1914 dem Feuer zum Opfer und wurde zwischen 1917 und 1924 im neoklassischen Stil neu aufgebaut. Er ist auf zwei Stockwerke angelegt, auf der rechten Seite (vom Hauptplatz aus gesehen) hat er einen quadratischen Turm mit Uhren auf jeder Seite, eingerahmt durch eine Zinne.

#### Haus der Kultur
In diesem Raum werden plastische Kunst und historische Objekte ausgestellt, aber auch Musik- und Tanzveranstaltungen abgehalten. Neben dem kulturellen August, eine Exposition der schönen Künste, hat es sich im Laufe der Jahre einen guten Ruf erarbeitet. Es beherbergt das regionale Museum von Ameca, und obwohl es sehr klein ist, stellt es mit seinen historischen, archäologischen und paläontologischen Objekten von mehr als 10.000 Stücken einen wertvollen Beitrag dar. Die Erhaltung dieses Materials führte Professor Filemón Gutiérrez Ramírez durch, welcher 50 Jahre lang Stücke aus den Regionen des Ameca Tals, Quitupan, Tala und anderen Gegenden des Landes sammelte (Nayarit, Veracruz y Zacatecas). Im Jahre 1982 spendete er seine Sammlung, um mit Hilfe des Rathauses ein Museum zu gründen.

#### Kulturelles, regionales Zentrum HRG
Auf das Ende des 19. Jahrhunderts datiert, von Herr Hilarión Romero Gil gestiftet, dessen Namen es auch trägt, wurde es zunächst als Krankenhaus erbaut, jedoch mehrere Jahre als Militärquartier genutzt, danach verlassen. Heute, nachdem es renoviert wurde, befindet sich darin das Museum der Stadt, mit großzügigen und angenehmen Sälen, welche einen schönen Rahmen für die historischen und prähistorischen Stücke bietet. Es wurde bereits für die Aufnahme von Musikvideos, Theatervorführungen und verschiedene Ausstellungen genutzt.

#### Kirche des Apostels Santiago (Santiago Apóstol)
Aufgebaut im 16. Jahrhundert, erfuhr es bis zum Jahr 1930 diverse Änderungen; ihre Fassade ist aus Rosa Steinbruch und sie hat einen Turm aus 3 Körpern, es gibt ein Kreuz auf dem Altar mit Darstellungen aus der Passion Christi, mit Beschriftung vom Jahr 1687; Im Inneren des Tempels sticht das Hauptaltarbild hervor, welches im neoklassischen Stil gehalten ist. Das Atrium wurde kürzlich restauriert und erscheint mit großzügigen Gartenpartien in einem neuen Licht, welche Rosen und andere Blumen enthalten. Die Kirche von Santiago Apóstol befindet sich am Hauptplatz und ist eines der schönsten Gebäude der Stadt.

#### Der große Herr von Ameca
Der große Herr von Ameca (Señor grande de Ameca) ist eine Skulptur des gekreuzigten Christus, welche mit einer Maispaste und durch die Hand von Ureinwohnern vor einigen Jahrhunderten geformt wurde, sie ist fast 2 Meter hoch. Mit dem Körper und dem Gesicht voller blutiger Wunden und geöffneter Seite, befindet sie sich in einer Nische des Hauptaltarbilds der Kirche Santiago Apóstol von Ameca. Das Fest des Herrn von Ameca ist beweglich und findet zwischen den Monaten April und Mai mit 10-tägiger Dauer statt.

#### Kirche der Jungfrau Maria (Santuario de la Virgen de Guadalupe)

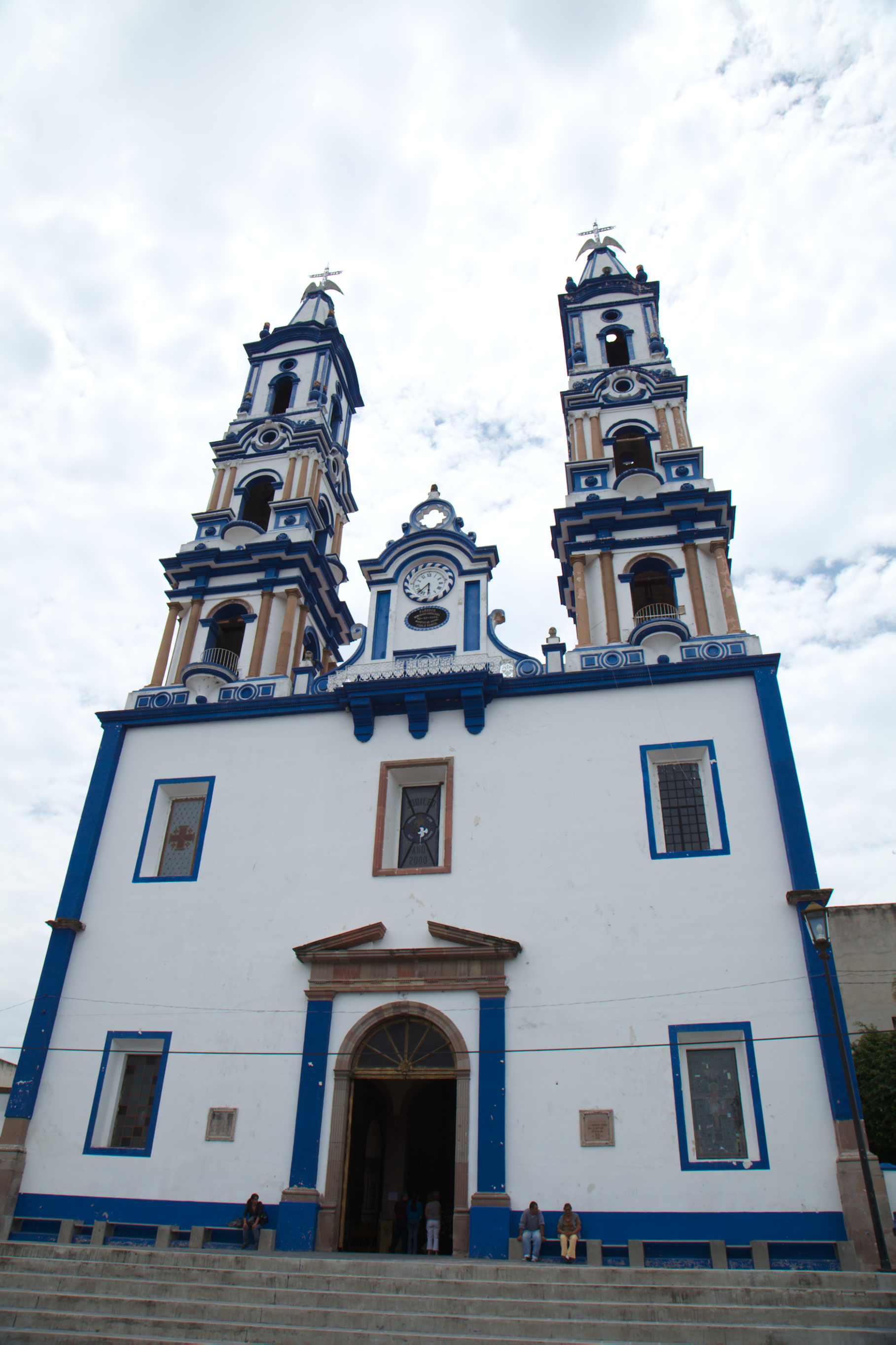
Die Kirche von Guadalupe

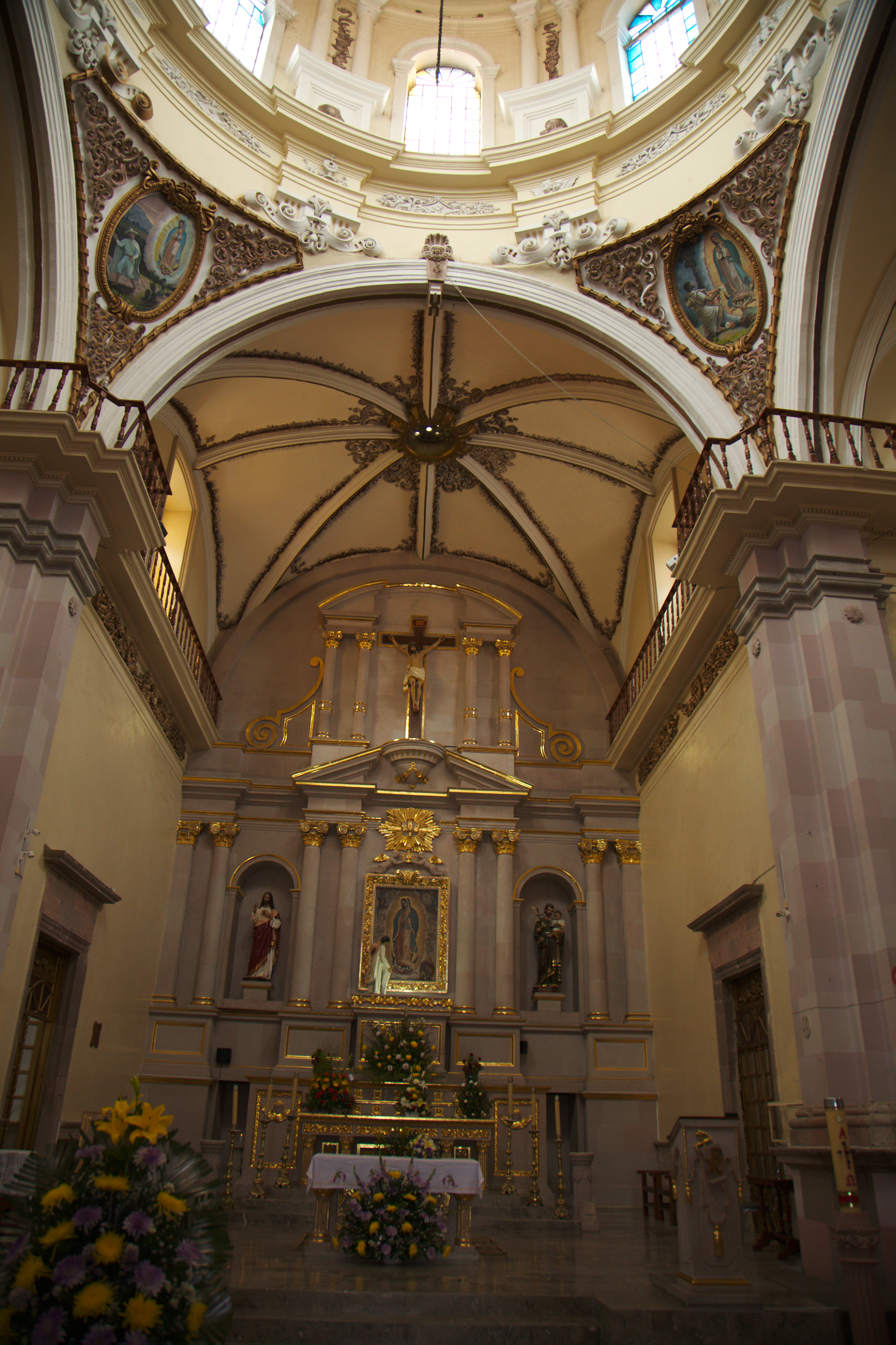
Das Innere der Kirche von Guadalupe

Sie datiert auf das Jahr 1875. Ihre Vorderseite wird durch einen Körper und zwei Türme geformt, welche Säulen aus Bruchstein zeigen.

#### Kapelle der Muschel (Capilla de la Conchita)
Errichtet im 19. Jahrhundert, sie hat einen Vorhof, die Vorderseite zeigt einen Säulengang, und im Inneren befindet sich eine Orgel.

#### Haciendas
Die wichtigsten Haciendas des Gebiets befinden sich in El Cabezón, San Antonio Matute, La Esperanza, El Portezuelo, El Cuis, Santa María de la Huerta, Jayamitla, La Higuera, San Miguel, San Nicolás, La Villita, La Labor de Solís, La Labor de San Ignacio, La Gavilana und San Juan de los Arcos. Einige davon befinden sich in Ruinen, andere sind teilweise zerstört und ein paar restauriert.

### Sport
In Ameca wurde vor kurzem ein hochklassiges Sportzentrum gebaut, es bietet Platz für verschiedenste Sportarten, beispielsweise ein olympisches Schwimmbecken. Außerdem gibt es die Einheit „Cazcanes de Ameca“ der Behörde für Sport und Veranstaltungen (Núcleo Deportivo y de Espectáculos). In diesem befindet sich ein Fußballstadion mit Platz für etwa 10.000 Zuschauern, eine Fußballschule, Fitness-Studio usw. In diesem Stadion werden die Fußball-Partien des lokalen Teams „Cazcanes de Ameca“ ausgetragen, welches sich momentan in der Drittliga befindet.
Für die Ausübung von Sport und Erholung bietet Ameca zwei Sportzentren, das Sportzentrum Liberación y la Manuel H. Gómez Cueva, welches Fußballfelder, Hallenfußball, eine olympische Bahn, Basketballfelder, erholende Spiele, Terrassen für Familienausflüge, Trinkbrunnen und vieles mehr bietet. Auf dem Stadtgebiet gibt es mehrere Parks, darunter den Morelos Park, der sich am Flussufer befindet und der Teil des Umweltprojekts „Fluss, dein Raum“ bildet.

### Regelmäßige Veranstaltungen
Volksfeste: Das Fest Señor Grande de Ameca, in der Pfarrei von Apóstol Santiago, ist beweglich und findet zwischen April und Mai mit 10-tägiger Dauer statt.
Fest der Kirche von Guadalupe, welches in der gleichnamigen Kirche am 12. Dezember abgehalten wird.
Feste des heiligen Josef, welche 9 Tage lang in der gleichnamigen Kirche gefeiert werden und am 19. März beginnen.
Feste des Vaterlands finden im September statt.
Feste der Jungfrau von Candelaria finden im Gut von El Cabezón am 2. Februar statt. Die Feste des heiligen Antonius werden in der Hazienda von San Antonio Matute am 13. Juni gefeiert und die Feste von La Asunción werden in den Haziendas von La Esperanza und Santa María de la Huerta die am 15. August abgehalten.
Der Karneval findet 10 Tage lang vor dem „Karnevals-Dienstag“ statt; er beginnt am Samstag mit dem „Begraben der schlechten Laune“ und einem Kostümwettbewerb; jeden Tag gibt es Rodeos, Pferderennen, Hahnenkämpfe, Serenaden, Volkstänze, sowie kulturelle und sportliche Veranstaltungen. Die meisten Veranstaltungen finden im Messeareal im Norden der Stadt statt.
Die Feierlichkeit des kulturellen Augusts widmen einen ganzen Monat Aktivitäten und Veranstaltungen zu allen Bereichen der schönen Künste. Aufgrund dieser Veranstaltung bezeichnet sich Ameca selbst als kulturelle Hauptstadt der Valles Region.
Feierlichkeiten der Jungfrau der Hoffnung, werden in der zweiten Augustwoche vor der Hazienda von la Esperanza abgehalten, ein Dorf das inzwischen ein Stadtteil von Ameca bildet.

### Bräuche und Traditionen
- Legenden: Nach dem Kult des Gottes Teotl wird erzählt, dass ihre Gefangenen während 40–50 Tagen dicker wurden, danach ging der Häuptling nach Tocalli um Teotl zu danken. Sie fasteten 5 Tage lang, danach ließen sie die dicken Gefangenen bringen, legten sie auf den Rücken, ihnen die Brust öffnend um ihnen das Herz herauszureißen, welche sie noch schlagend Teotl darboten. Danach warfen sie die toten Körper den Eingeborenen zum Fraß vor, und sie veranstalteten Tänze in Ehren von Teotl, damit dieser sie immer beschütze und sie immer siegreich sein würden.

- Die Legende von Chavarin erzählt von einem Monster halb Schlange, halb Mensch, welches im Fluss Ameca lebt. Die Legende von "Alles oder Nichts" erzählt die Geschichte von zwei Freunden, welche im Hügel „Los tres picachos“ eine versteckte Höhle voller Gold finden.

- Kunsthandwerk: Sattel und Sandalen.

- Typische Kleidung: Die Tracht der Bauern

### Kulinarische Spezialitäten

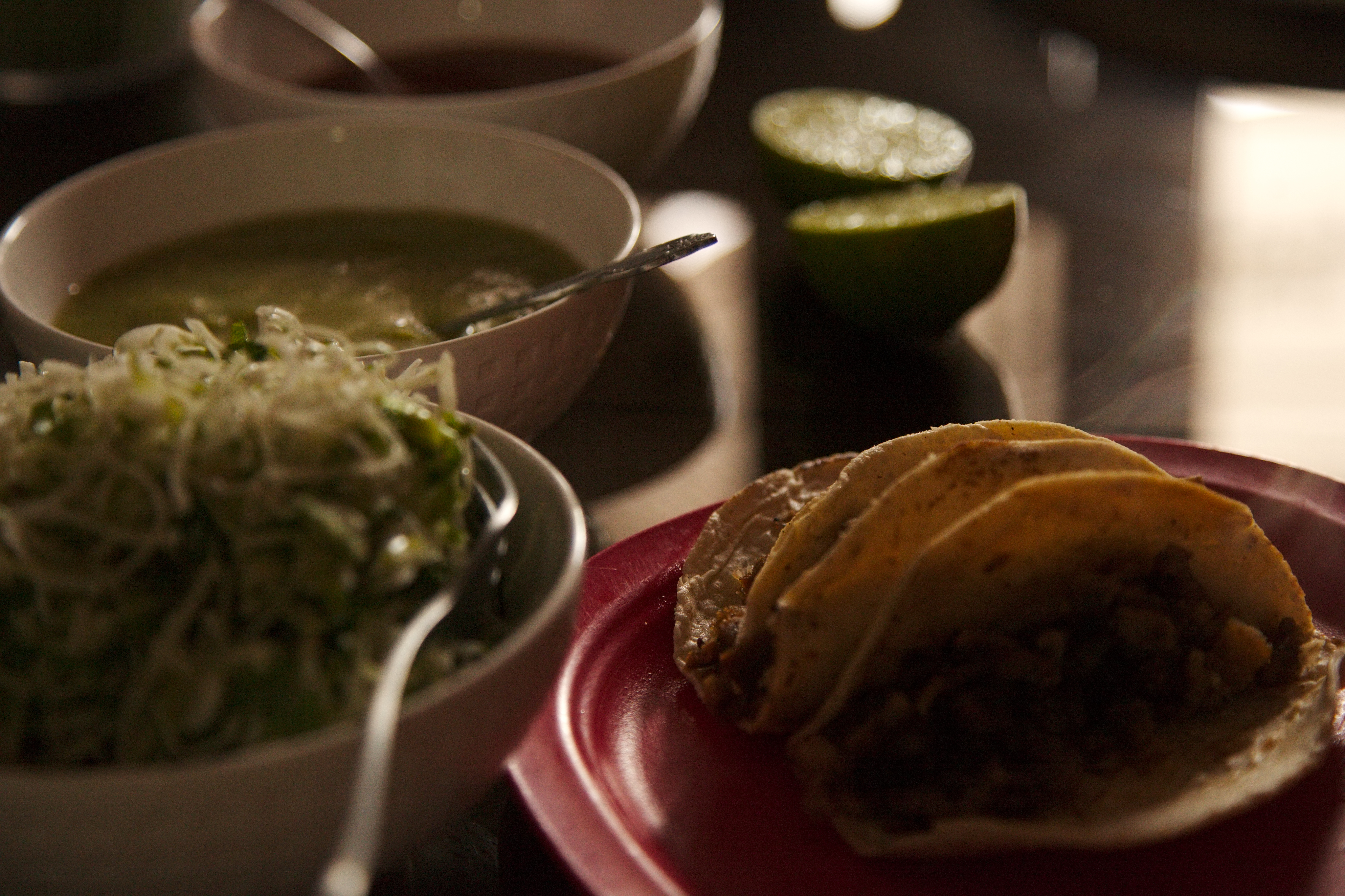
Tacos nach lokaler Art zubereitet

Typische Speisen sind Pozole, Enchiladas, Tacos, Chilayo (Rote Suppe mit Rindfleisch-Stückchen) und Tamales. Für Ameca typische Getränke sind Tequila und Zuckerrohrsaft. Auch sehr beliebt ist der „Picón“, ein Brot aus Weiß- oder Vollkornmehl, mit Sultaninen und Muskatnuss, welches einen unverwechselbaren Geschmack besitzt.

## Wirtschaft

### Unternehmen
Viele Einwohner arbeiten im Gewerbe und in der Landwirtschaft. Die wirtschaftlich bedeutendsten Unternehmen sind die Zucker-Raffinerie, das Verteilzentrum von Coca-Cola, die Futtermittelindustrie sowie weitere bewährte Unternehmen, welche sich nach und nach im Bezirk niedergelassen haben. Außerdem gibt es Unternehmen der Ziegelherstellung, Tortilla-Bäckereien, Schreiner, Bäckereien und Sattel-Macher.
Großverteilungszentren
In Ameca befinden sich Verteilungszentren von verschiedenen nationalen und internationalen Unternehmen wie:
- Coca-Cola-Abfüller CeDis Ameca.
- Verteilungszentrum von Lala (Milchprodukte)
- Brauerei Cuauhtémoc Moctezuma.

### Handel und Versorgung

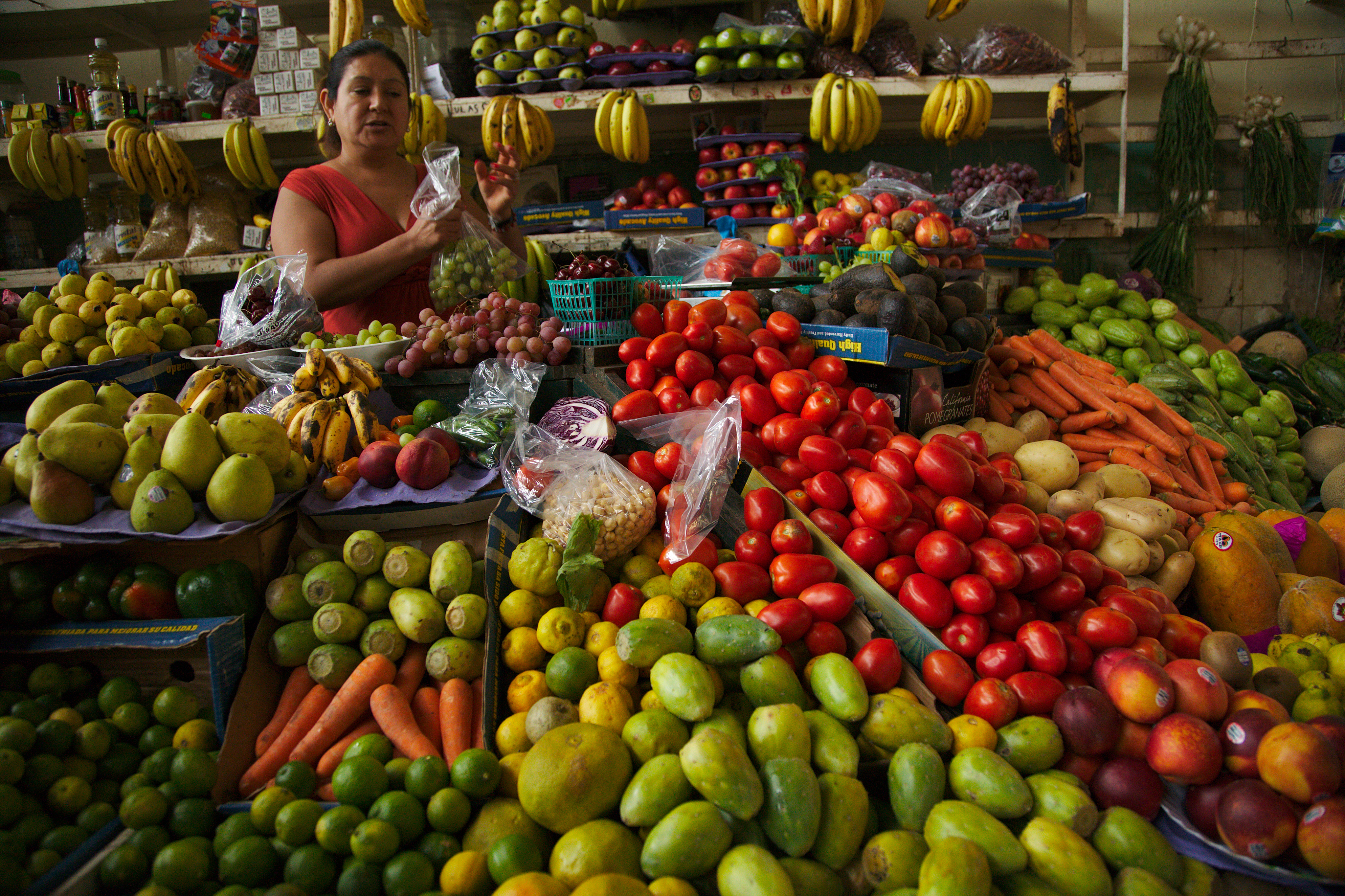
Lokaler Früchtemarkt in Ameca

Für die Versorgung gibt es 570 Nahrungsmittelgeschäfte, 103 Fleischereien und 98 Geschäfte für frische Früchte und Gemüse.

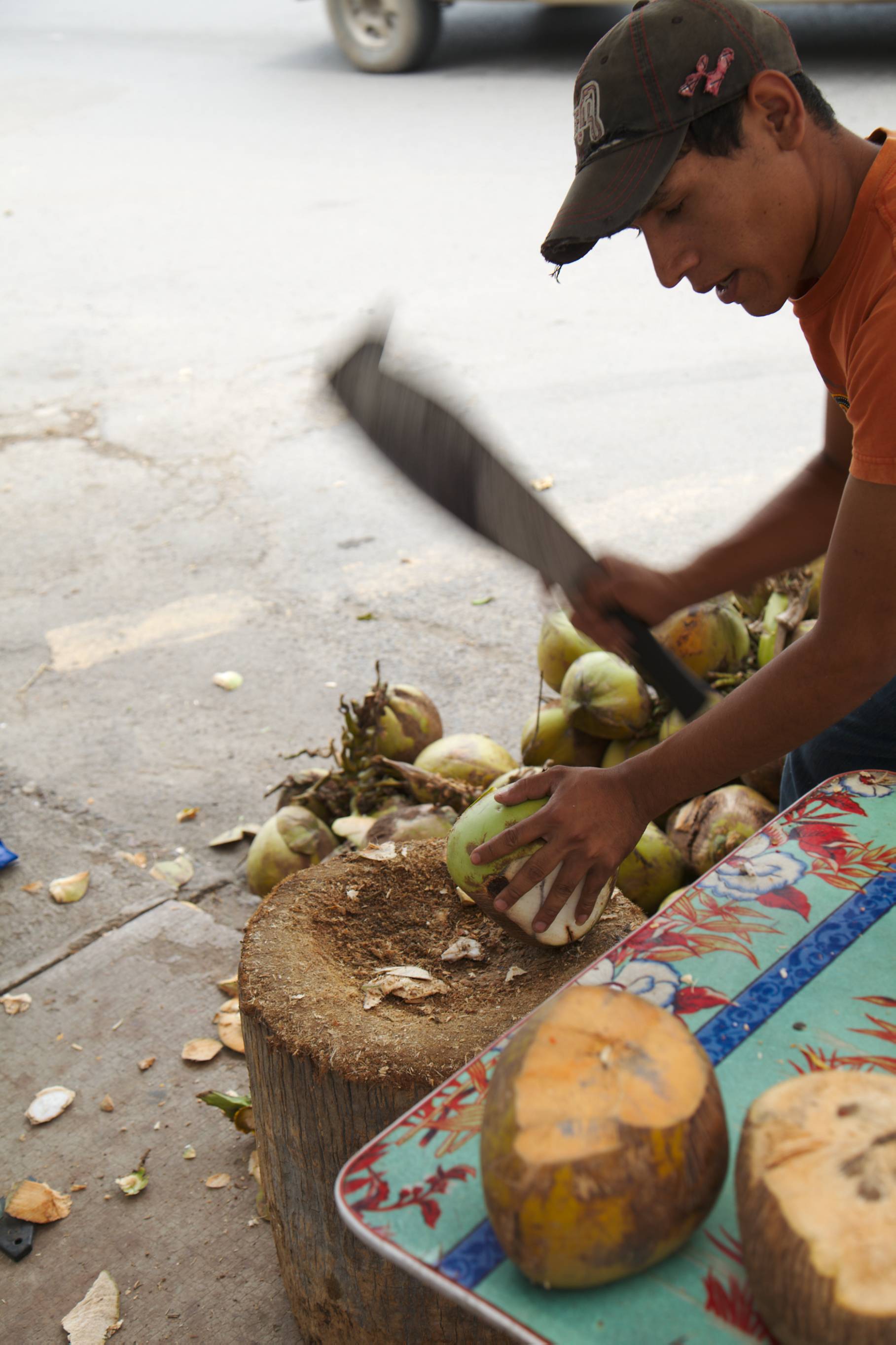
Ein Straßenverkäufer von Kokosnüssen in Ameca

Es vier öffentliche Märkte, eine Markthalle, ein Geschäft für gewerblichen Bedarf, zwei LICONSA Milchausgabestellen, ein permanenter Markt, ein wöchentlicher Markt und einen Trödelmarkt.
Ameca bietet außerdem Selbstbedienungsgeschäfte von nationalen und internationalen Handelsketten wie: Bodega Aurrerá, Soriana, Oxxo, Farmacias Guadalajara, Coppel, Elektra, Muebles America, El Bodegón. An Banken vertreten sind BanBajio, Banorte, Scotiabank, HSBC, BBVA Bancomer, Banamex, Banco Azteca.
Die Stadt bietet auch günstige Bedingungen für kleinere Geschäfte.

## Söhne und Töchter der Stadt
- José Salazar López (1910–1991). Kardinal, Erzbischof der Diözese Guadalajara[3]
- Flavio Romero de Velasco (1925–2016), Politiker
- Joaquín Pérez (1936–2011), Springreiter
- Fernando Vera (1945–2021), Fußballspieler